# When I Look at You
"When I Look at You" är en powerballad av den amerikanska sångerskan och skådespelerskan Miley Cyrus. Sången skrevs av John Shanks och Hillary Lindsey, och producerades av Shanks. Den släpptes 1 mars 2010 av Hollywood Records som den andra och sista singeln från Cyrus första EP, The Time of Our Lives. "When I Look at You" användes för att marknadsföra Cyrus film The Last Song, och inkluderades även i filmens soundtrack. 
Sången topplacerades som #16 på Billboard Hot 100 och placerades inom topp 30 i Australien, Kanada och Nya Zeeland. Musikvideon till "When I Look at You" regisserades av Adam Shankman och släpptes i två olika versioner. I den ena versionen spelar Cyrus piano i olika sekvenser, inkluderande på en strand och i en skog. I den andra versionen ersattes vissa scener med inslag av klipp från The Last Song.

## Bakgrund
"When I Look at You" skrevs av Hillary Lindsey och John Shanks. Den användes för att marknadsföra filmen The Last Song som Cyrus medverkar i som Veronica "Ronnie" Miller; en bitter, upprorisk tonåring som tvingas tillbringa sommaren med sin pappa. Sången inkluderas i filmen och dess motsvarande soundtrack. Egentligen var sången menad att inkluderas i Cyrus nästa album, men eftersom de tyckte sången passade in väl i filmens koncept så blev det som de blev istället. När Cyrus sjunger "When I Look at You", så tänker hon följande: 
| ” | Jag tänker på familj och kärlek. Det är i stort sett vad den här filmen handlar om. | „ |

 En annan version av sången släpptes senare, under titeln "Te Miro a Ti". Den versionen är en duett med den spanske sångaren David Bisbal. Cyrus sjunger sina delar på engelska, medan Bisbal sjunger sina delar på både engelska och spanska.

## Låtlista
- U.S. / AUS CD Single

1. "When I Look at You" (Album Version) – 4:08

- AUS / EU 2-Track CD Single / Digital Single

1. "When I Look at You" (Radio Edit) – 3:43
2. "Party in the U.S.A." (Cahill Club Remix) – 5:45

## Topplistor
| Lista (2010)                      | Topplacering |
| --------------------------------- | ------------ |
| Australien (ARIA Charts)          | 19           |
| Belgien (Vallonien)               | 23           |
| Irland (IRMA)                     | 45           |
| Kanada (Canadian Hot 100)         | 24           |
| Nya Zeeland (RIANZ)               | 27           |
| Schweiz (Swiss Music Charts)      | 49           |
| Storbritannien (UK Singles Chart) | 79           |
| USA (Billboard Hot 100)           | 16           |
| USA (Adult Contemporary)          | 18           |
| USA (Adult Pop Songs)             | 38           |
| Österrike (Ö3 Austria Top 40)     | 57           |